# منیولایف فایننشل

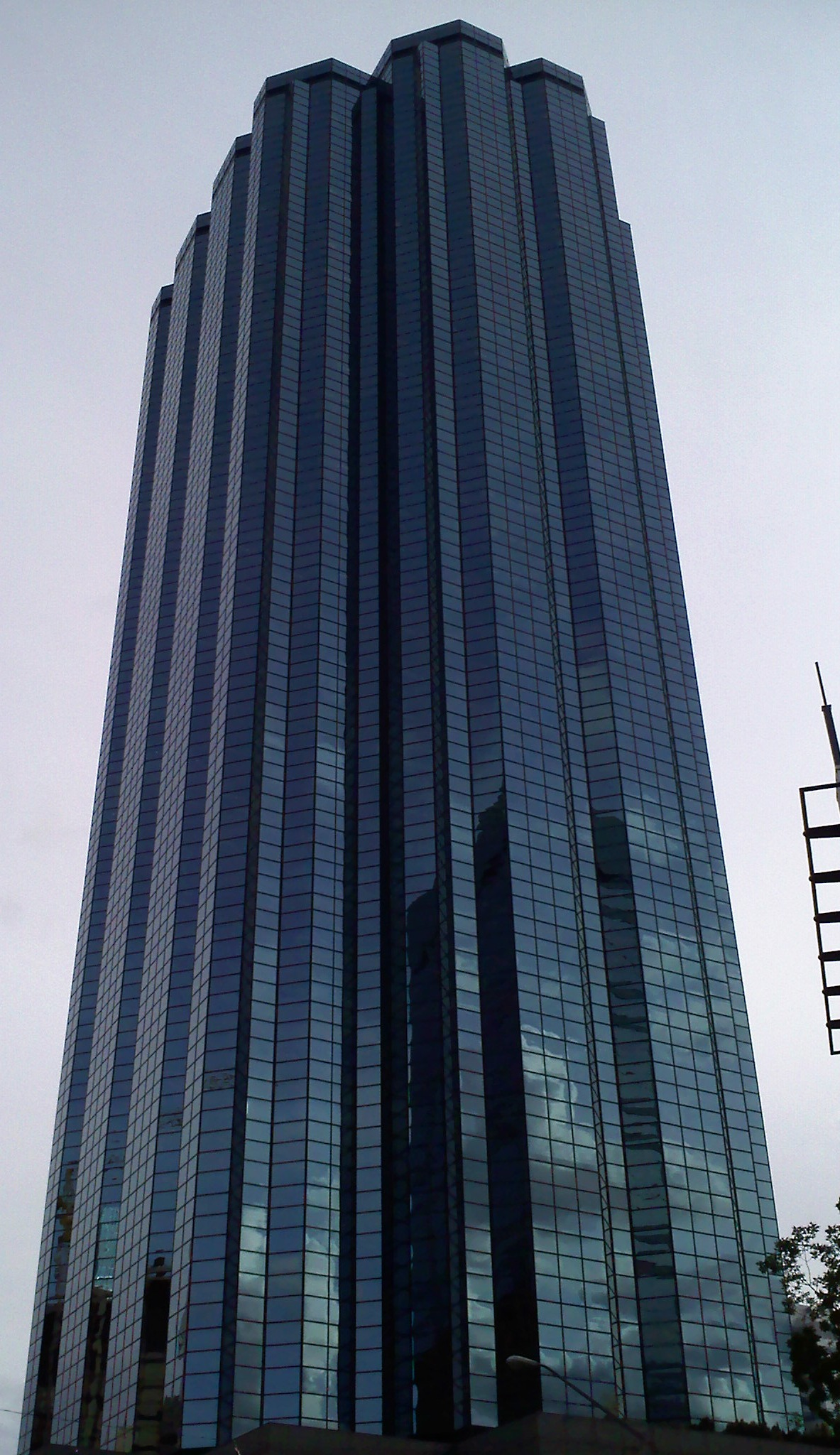
ساختمان اداری شرکت منیولایف در ادمونتون

منیولایف فایننشل (به انگلیسی: Manulife Financial) شرکت خدمات مالی کانادایی است، که در زمینه ارائه طیف وسیعی از خدمات بیمه و خدمات مالی فعالیت می‌کند.
شرکت منیولایف فایننشل در سال ۱۸۸۷ تأسیس شد و نخستین شعبه بین‌المللی خود را در سال ۱۸۹۳ در برمودا ثبت نمود و در حال حاضر به‌عنوان یکی از بزرگترین ارائه‌کنندگان خدمات بیمه عمر در جهان، بر پایه میزان ارزش بازار، شناخته می‌شود.
دفتر مرکزی این شرکت در شهر تورنتو، کانادا قرار دارد و بخشی از سهام آن در بازارهای بورس نیویورک، بورس تورنتو، بورس فیلیپین و بورس اوراق بهادار هنگ کنگ دادوستد می‌شود.

## دفاتر اداری

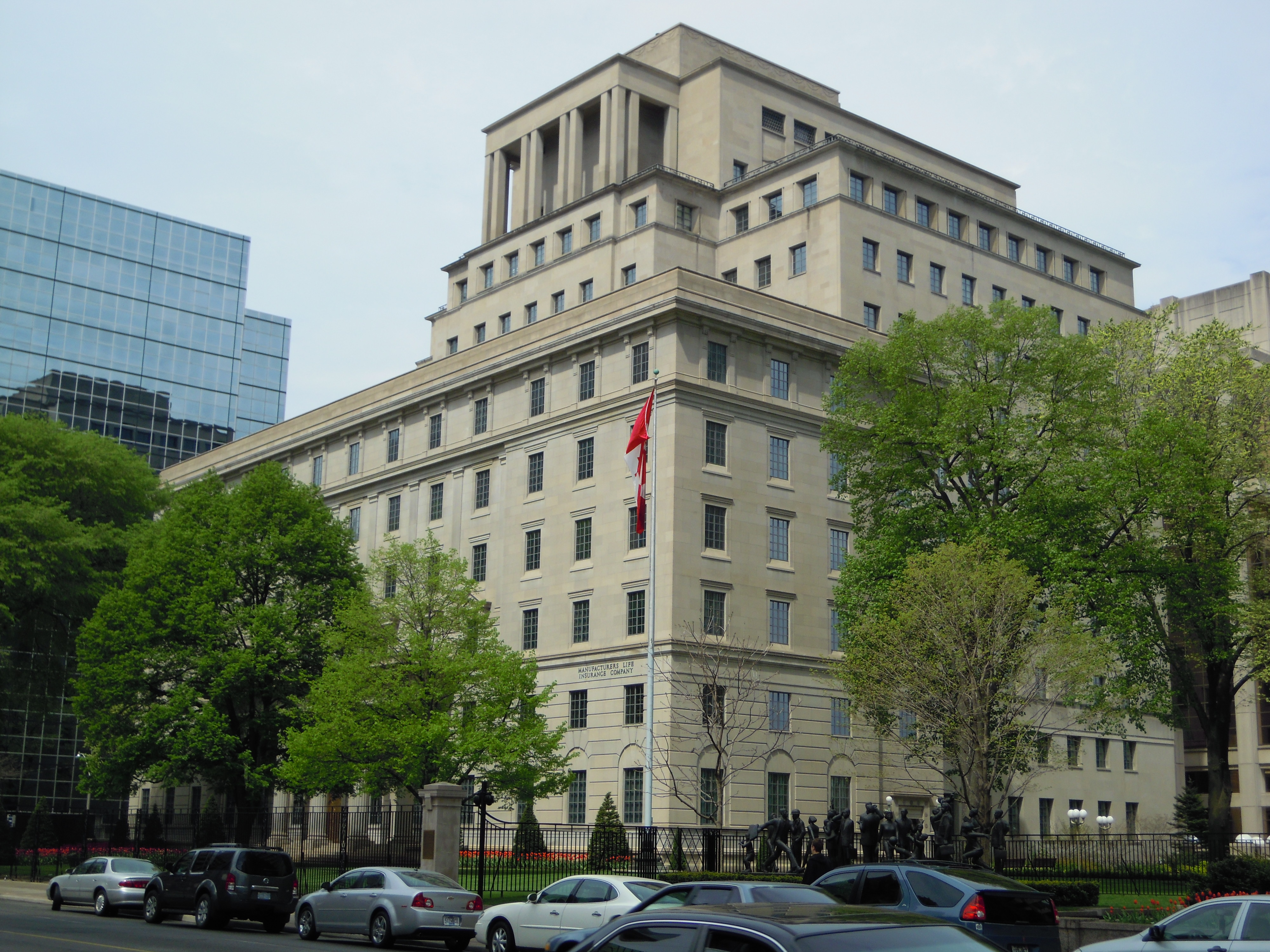
ساختمان مرکزی منیولایف، در تورنتو
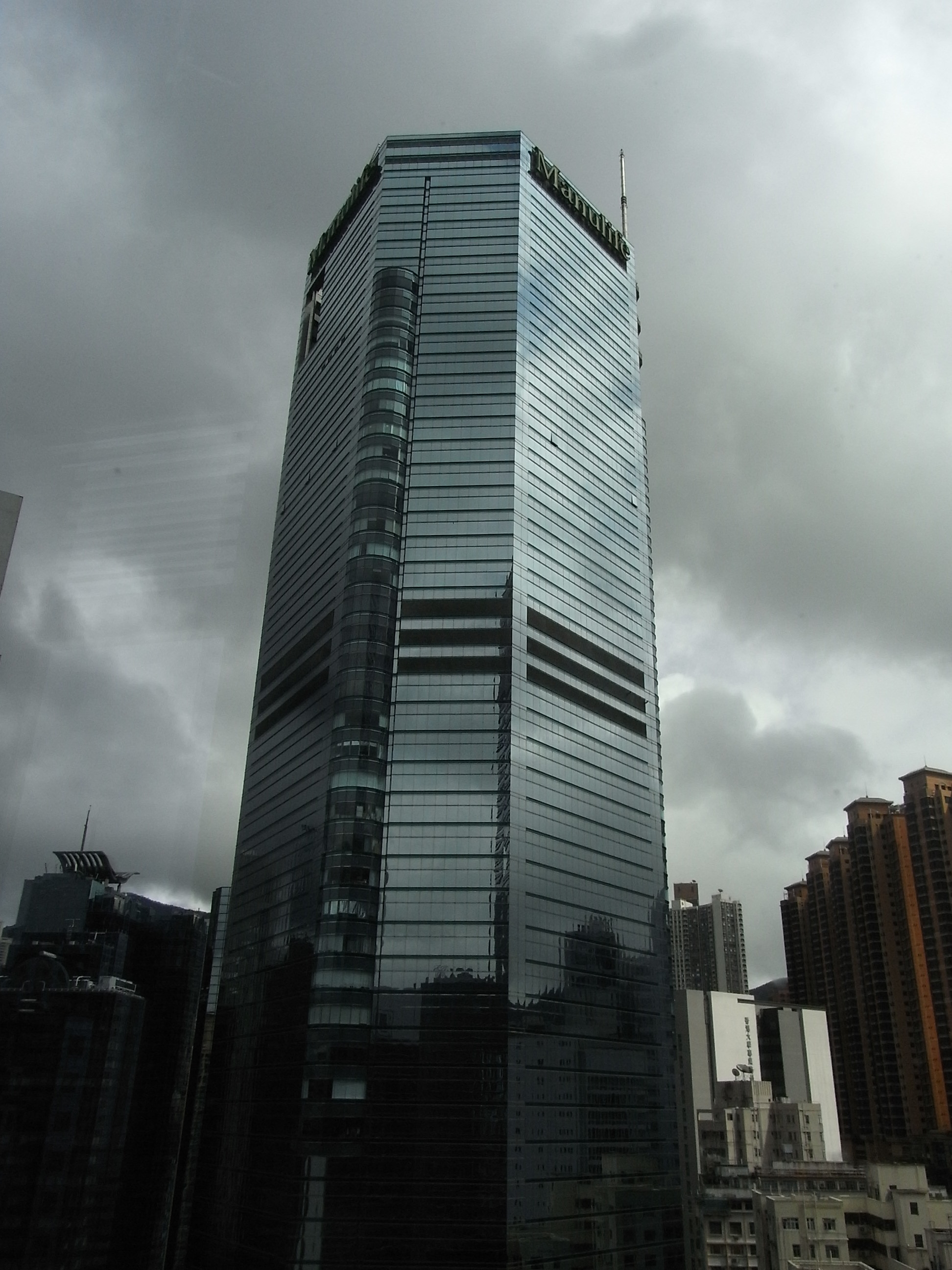
برج منیولایف پلازا در هنگ کنگ
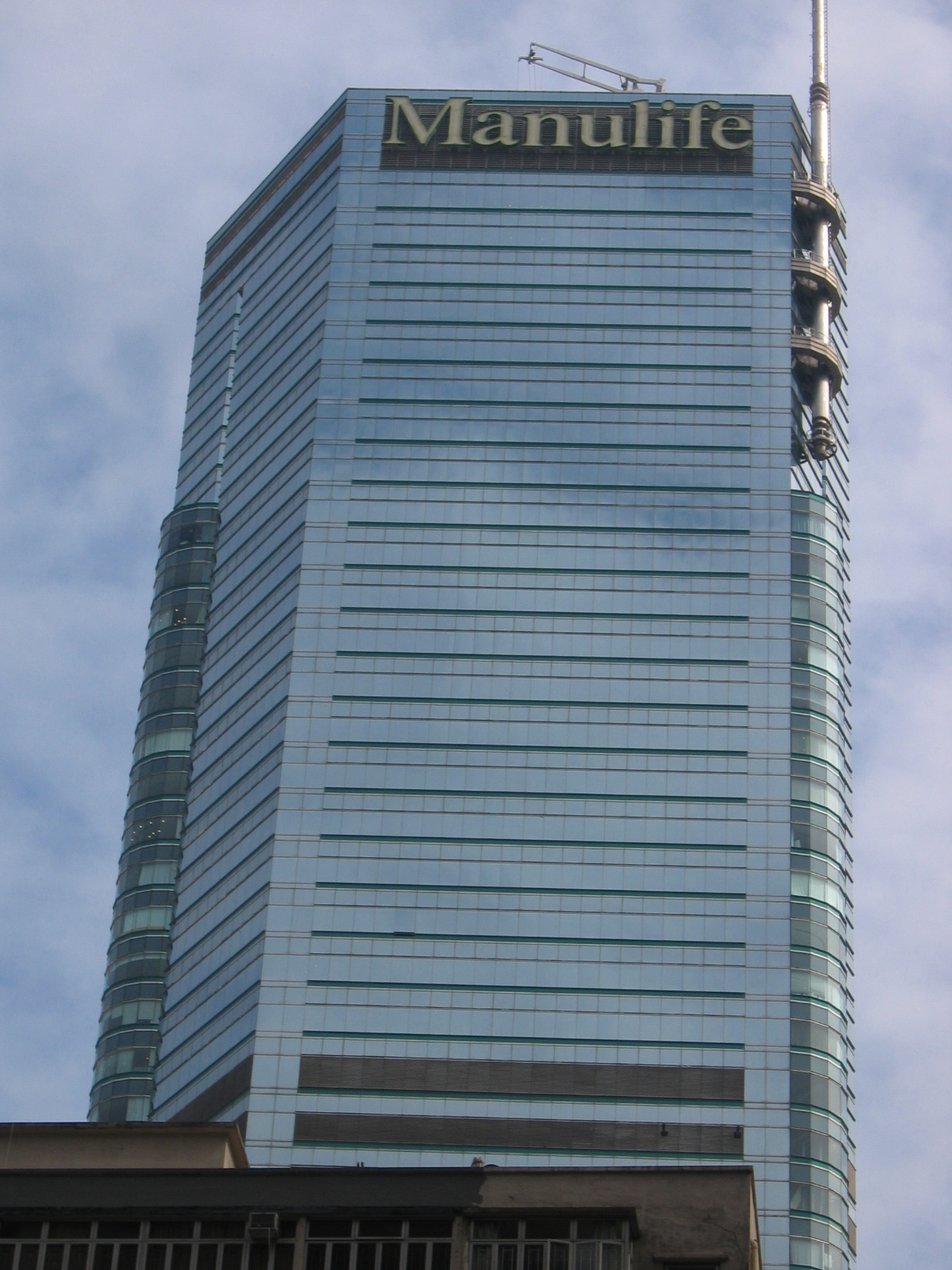
ساختمان اداری منیولایف در هنگ کنگ
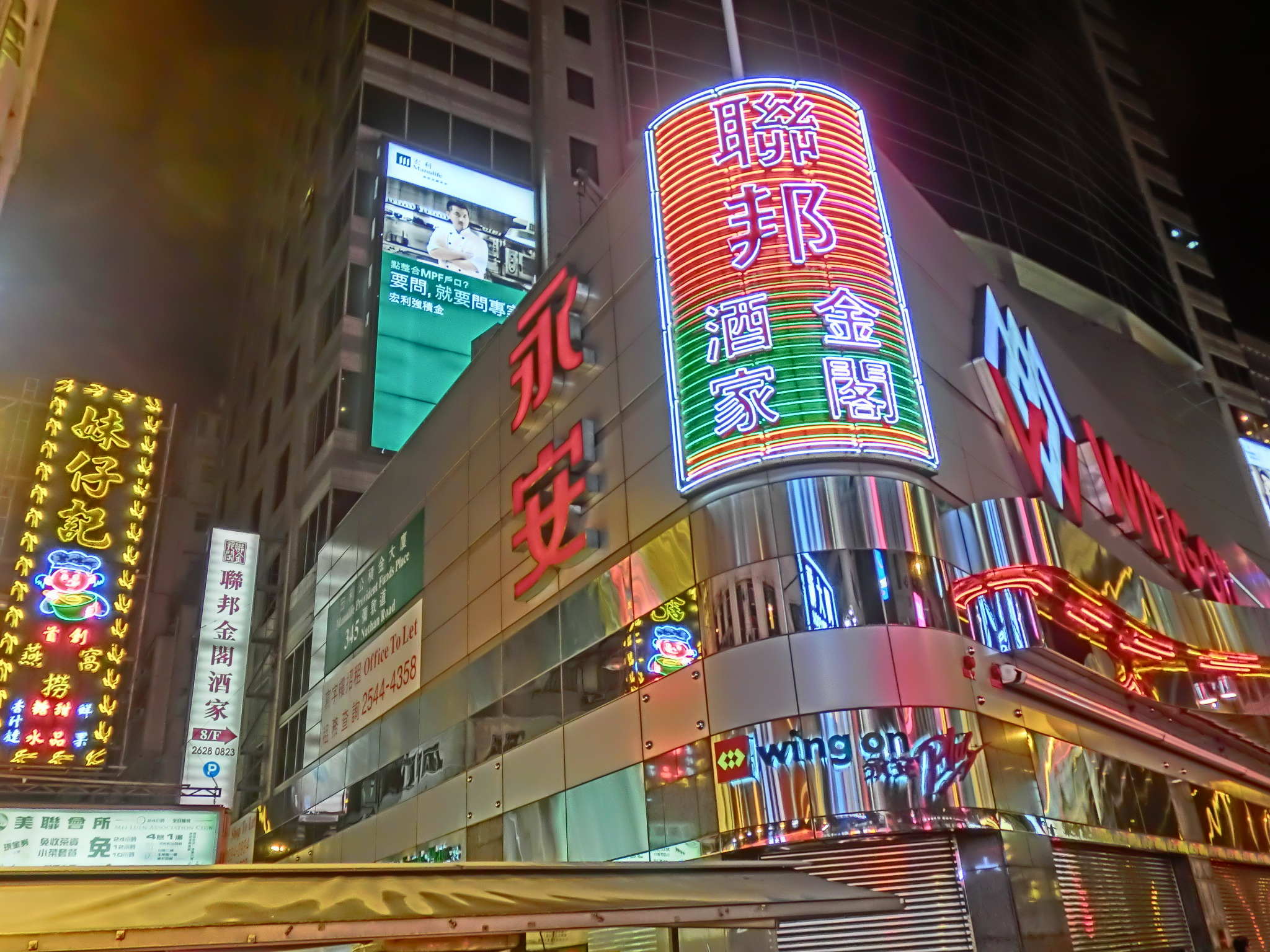
منیولایف پرووایدن فاند پلیس در جوردن هنگ کنگ
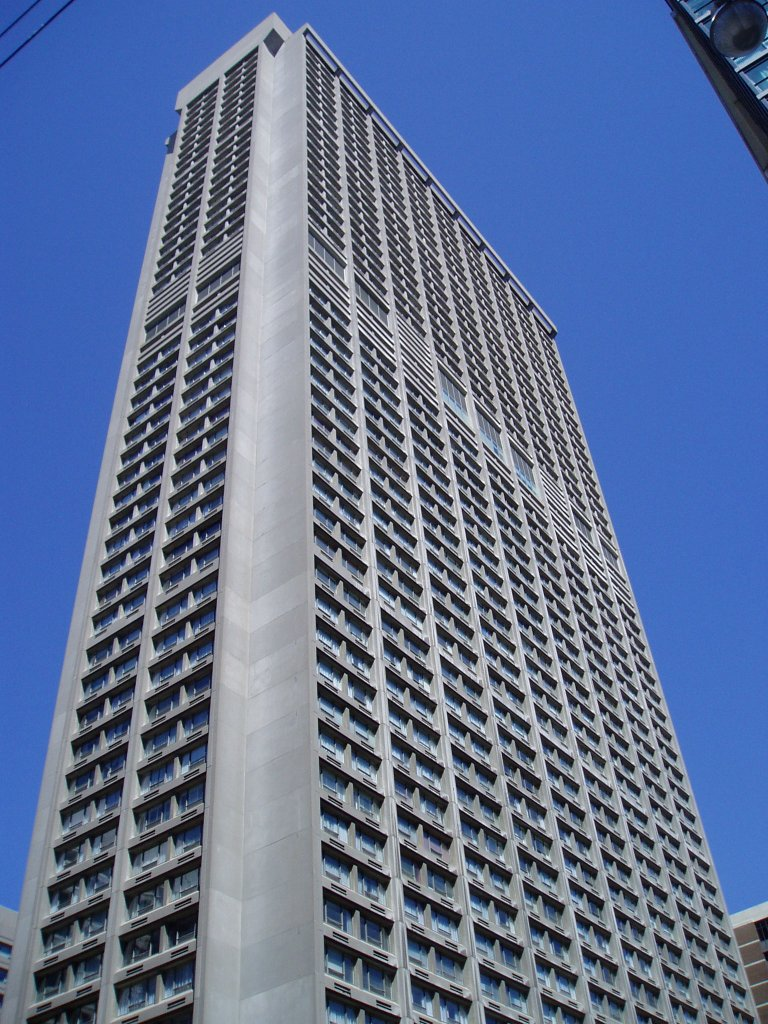
برج منیولایف سنتر، در تورنتو